# 살라딘의 수리

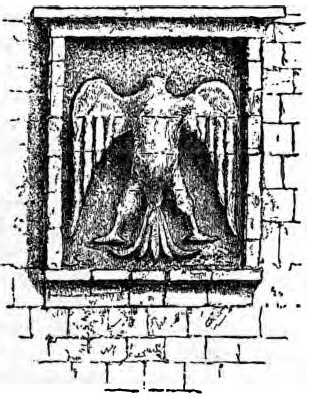
카이로 성채의 성벽에 붙어 있었던 오리지널 살라딘의 수리.

살라딘의 수리(아랍어: عقاب صلاح الدين)는 이집트의 상징으로 사용되는 문장학적 수리다. 이집트 뿐 아니라 이라크, 팔레스타인의 국장에 도안으로 사용된다.
아이유브 왕조의 창업군주 살라딘은 노란색 바탕에 수리 한 마리를 그린 기를 자신의 개인 기치로 사용했다. 살라딘의 재위기에 지어진 카이로 성채 서벽에는 커다란 수리가 새겨져 있으며, 이것이 살라딘의 표장이었던 것으로 믿어져왔다. 현재 이 성벽의 수리는 머리가 없어져 있지만, 오스만 제국의 탐험가 에블리야 첼레비의 기록에 따르면 원래는 쌍두수리였다고 한다. 이 수리는 성벽 벽돌의 가로줄과 일치하지 않기 때문에, 원래 다른 데 있다가 아마 살라딘의 치세 이후에 지금 자리로 옮겨진 것이라 보여진다. 그 시기는 무함마드 알리의 치세에 성벽 상부를 재건했을 때가 유력하다. 살라딘의 동생인 알아딜 1세도 쌍두수리를 상징으로 사용했다.
근현대에 사용되는 금색 단두수리 도안은 1952년 이집트 혁명으로 성립된 이집트 공화국의 상징으로 마련된 것이다. 1958년 연합 아랍 공화국의 국장에서 이 도안을 계승하였고, 이 때부터 이집트의 상징이었던 "살라딘의 수리"는 보다 넓은 아랍국민주의, 아랍국민의 통일의 상징으로 여겨지게 되었다.
1963년 라마단 혁명으로 집권한 이라크 바트당은 이집트 혁명 때 나세르가 사용한 살라딘의 수리 도안을 따라서 이라크의 국장을 제정했다.
1972년 무아마르 카다피가 세운 아랍 공화국 연방은 처음에는 쿠라이시의 매를 국장으로 사용했다가, 1984년 살라딘의 수리로 교체했다. 카다피 정권은 리비아의 국장 역시 1969년에 살라딘의 수리를 채택했다가, 1972년에 쿠라이시의 매로 도로 되돌렸다.
2011년 이집트 혁명 당시에는 호스니 무바라크 정권의 상징으로 여겨져서, 정권의 전복을 의미하는 위아래로 뒤집힌 살라딘의 수리 공판화들이 그래피티로 그려지기도 했다.

## 사례

1952년 이집트 혁명 당시 채택된 이집트 국장.
아랍 연합 공화국의 국장.
현행 이집트의 국장
2008년 채택된 현행 이라크의 국장
팔레스타인의 국장
예멘의 국장
소말릴란드의 국장

## 같이 보기
- 이집트의 국장
- 이라크의 국장
- 팔레스타인의 국장
- 쿠라이시의 매
- 쌍두수리